# Grefrath
Grefrath é um município da Alemanha localizado no distrito de Viersen, região administrativa de Düsseldorf, estado da Renânia do Norte-Vestfália.